# San Jerónimo Yahuiche
San Jerónimo Yahuiche är en ort i Mexiko.   Den ligger i kommunen Santa María Atzompa och delstaten Oaxaca, i den sydöstra delen av landet, 400 km sydost om huvudstaden Mexico City. San Jerónimo Yahuiche ligger 1 587 meter över havet och antalet invånare är 1 762.
Terrängen runt San Jerónimo Yahuiche är varierad. Runt San Jerónimo Yahuiche är det mycket tätbefolkat, med 3 494 invånare per kvadratkilometer. Närmaste större samhälle är Oaxaca de Juárez, 6,8 km sydost om San Jerónimo Yahuiche. Trakten runt San Jerónimo Yahuiche består till största delen av jordbruksmark.